# Les Ormes (Yonne)
Les Ormes is een gemeente in het Franse departement Yonne (regio Bourgogne-Franche-Comté) en telt 218 inwoners (1999). De plaats maakt deel uit van het arrondissement Auxerre.

## Geografie
De oppervlakte van Les Ormes bedraagt 8,5 km², de bevolkingsdichtheid is 25,6 inwoners per km².
De onderstaande kaart toont de ligging van Les Ormes (Yonne) met de belangrijkste infrastructuur en aangrenzende gemeenten.

## Demografie
Onderstaande figuur toont het verloop van het inwonertal (bron: INSEE-tellingen).